# Динамо (футбольный клуб, Орёл)
«Динамо» — советский футбольный клуб из города Орёл.

## История
Клуб основан не позднее 1926 года. 19 (или 25) мая 1925 года в Орле было организовано Добровольное спортивное общество «Динамо». Первые матчи «Динамо» состоялись в 1926 году. 28 августа 1927 года в Орле открыт первый стадион. В 1935 году «Динамо» участвует в Чемпионате Орловской области. Успешно выступает в Первенстве города. Чемпион Орловской области в 1949, 1950, 1951, 1957 и 1959 году. Обладатель Кубка Орловской области в 1946, 1947, 1949, 1950, 1957, 1964 и 1997 году. Чемпион города в 1937 (весна) и 1941 году. «Динамо» — первая команда, представляющая Орловскую область в Чемпионате СССР по футболу. Дебютант Чемпионата СССР в 1946 году (Третья группа, Центральная зона). После 1946 года команда выбыла из чемпионата СССР по футболу и принимала участие только в розыгрыше Чемпионата и Кубка РСФСР среди клубов КФК. Также клуб принимал участие в региональных соревнованиях. Последнее упоминание клуба в 1997 году как обладателя Кубка Орловской области.

## История футбола в Орловской области
Первые упоминания о футболе в Орле за 1911 год. В 1912 году студенты организовали первый футбольный клуб СФК (Студенческий футбольный кружок). В этом же году организуется футбольный клуб при Спортивном гимнастическом обществе «Сокол».Между этими командами проведены игры на первенство города, в которых победил клуб СФК. В 1913 году при СГО «Сокол» организована команда «Олимпия», которая провела первый междугородний матч с командой города Харьков и проиграла — 0:13. В 1914 году команда города Орёл участник Второй Российской олимпиады. В 1918 году организована Орловская футбольная лига, куда входили следующие команды — «Спарта», «Челинджер», «Бабочка», «Сфинкс», СКУМ, «Семафор», «Сернике». Победителем первенства в этом году стала команда «Спарта». После революции начиная с 1922 года в Орле регулярно проводятся первенства города, в которых принимают участие такие клубы как ОКЛСС (Орловский кружок любителей спорта совработников), «Красная Звезда», «Дивклуб-6», «Гудок». В 1925 году создаётся общество «Динамо». Первый стадион в городе построен в 1927 году. Чемпионат Орловской области проводится с 20х годов XX века. В чемпионате Орловской области 1937 года «Динамо» (Орёл) дошло до финала с командой «Динамо» (Курск), но история результат игры не сохранила. «Спартак» чемпион Орловской области 1940 года. Кубок Орловской области разыгрывается с 1938 года и обладателями Кубка становились «Дзержинец» (Орджоникидзеград) и «Динамо» (Орёл). Первое выступление Орловских команд на Всесоюзных соревнованиях было в 1939 году — команды «Динамо», «Пищевик» и «Спартак» приняли участие в розыгрыше Кубка РСФСР. В 1940 году в розыгрыше Кубка РСФСР приняла участие команда Орловской области.

## Достижения
- Чемпионат СССР по футболу 1946 (Третья группа, центральная зона) — 9 место
- Чемпион Орловской области (5): 1949, 1950, 1951, 1957, 1959
- Обладатель Кубка Орловской области (7): 1946, 1947, 1949, 1950, 1957, 1964, 1997